# Nikomedeskirche (Weilheim)

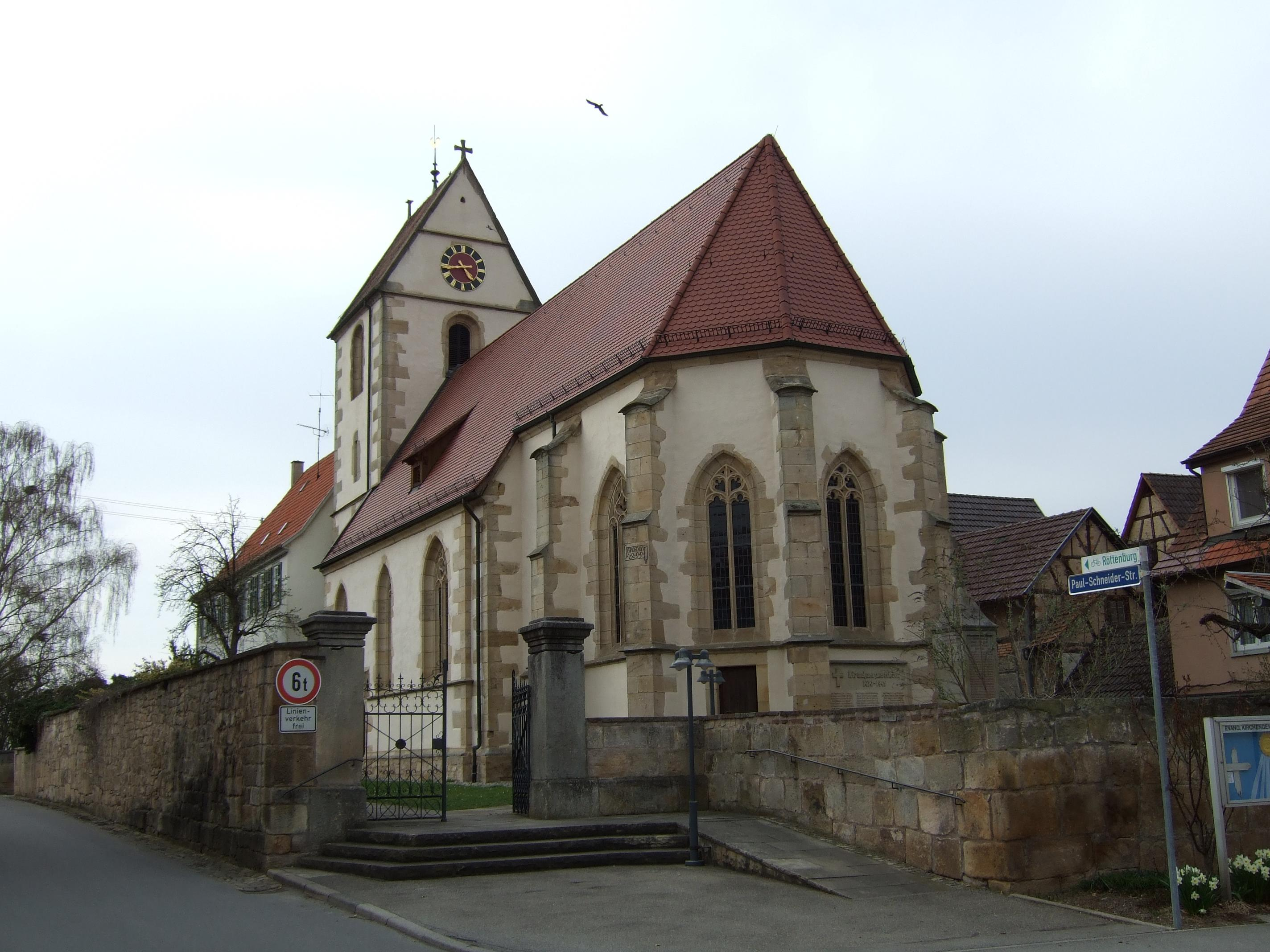
Nikomedeskirche in Weilheim

Die evangelische Nikomedeskirche steht in Weilheim, einem Ortsteil der Stadt Tübingen im Landkreis Tübingen in Baden-Württemberg. Die Kirchengemeinde gehört zum Kirchenbezirk Tübingen der Evangelischen Landeskirche in Württemberg. Das Bauwerk ist beim Landesamt für Denkmalpflege Baden-Württemberg als Baudenkmal eingetragen.

## Beschreibung
Die spätgotische Saalkirche wurde im 15./16. Jahrhundert erbaut. Sie besteht aus einem 1514 gebauten Langhaus, einem eingezogenen, dreiseitig geschlossenen Chor von 1499 im Osten, der von Strebepfeilern gestützt wird, der Sakristei an der Nordwand des Chors und dem 1521 angefügten Kirchturm im Westen. 
Der Innenraum des Langhauses ist mit einer Kassettendecke überspannt, der des Chors mit einem Netzgewölbe. Die Orgel wurde 1989 von der Orgelbau Tzschöckel gebaut.